# 数据资产
数据资产（英語：Data assets）是拥有数据权属（勘探权、使用权、所有权）、有价值、可计量、可读取的网络空间中的数据集。

## 属性
数据资产具有物理属性、存在属性和信息属性。

1）物理属性体现在其在存储介质中以二进制形式存在，占有物理空间。

2）存在属性指其可读取性。

3）信息属性是其价值所在。

## 价值
数据被认为是一项重要的企业资产，能够给企业带来价值。在经济业务活动中，会计主体可通过生产、采集、加工、购买等方式拥有并控制数据资源，并且可以通过出让数据、加工数据或提供数据服务来获取利益。数据资源是能给会计主体带来预期经济利益或产生服务潜力的资源。但并不是所有的数据都能够带来利益，垃圾数据就不能带来经济利益。

## 历史沿革
1974年，理查德·彼得斯（Richard E. Peters）认为数据资产包括持有的政府债券、公司债券和实物债券等资产。

1997年，尤谷尔·阿尔甘（Ugur Algan）认为“公司的市场价值和竞争定位直接关系到其数据资产的数量、质量、完整性以及由此产生的可用性，并指出创建E&P数据库是利用好数据资产的第一步”。

2009年，托尼·费希尔（Tony Fisher）指出数据是一种资产，企业要把数据作为企业资产来对待；国际数据管理协会（DAMA International: the Data Management Association）在《DAMA数据管理知识体系指南》（The DAMA Guide to the Data Management Body of Knowledge）中指出,在信息时代，数据被认为是一项重要的企业资产，每个企业都需要对其进行有效管理。

2011年，世界经济论坛（World Economic Forum）发布《个人数据：一种新资产类别的出现》（Personal Data: The Emergence of a New Asset Class）报告，指出个人数据正成为一种新的经济“资产类别”。

2013年，美国陆军信息技术应用指南（Army Information Technology Implementation Instructions）中将数据资产定义为“任何由数据组成的实体，以及由应用程序所提供的读取数据的服务；数据资产可以是系统或应用程序输出的文件、数据库、文档或网页等，也可以是从数据库返回单个记录的服务和返回特定查询数据的网站；人、系统或应用程序可以创建数据资产”。

2015年7月，北京中关村成立国内首家开展数据资产登记确权赋值的服务机构“中关村数海数据资产评估中心”，以推动大数据作为资产的确权、赋值、促进交易等。

2016年4月，“全球首个数据资产评估模型发布暨中关村数据资产双创平台成立仪式”上，贵州东方世纪用数据资产进行“抵押”拿到了贵阳银行的第一笔“数据贷”放款、中关村数海数据资产评估中心与Gartner公司一起发布了全球首个数据资产评估模型。

2018年4月，中国信息通信研究院云计算与大数据研究所发布了《数据资产管理实践白皮书（2.0版）》。

2018年9月，朱扬勇、叶雅珍认为数据资产是拥有数据权属（勘探权、使用权、所有权）、有价值、可计量、可读取的网络空间中的数据集，数据资产兼有无形资产和有形资产、流动资产和长期资产的特征，是一种新的资产类别。

## 大数据中的数据资产
1997年NASA研究员Michael Cox和David Ellsworth在IEEE第8届国际可视化学术会议上首先提出了“大数据”术语。

2008年9月《自然》杂志出版了一期大数据专刊，使得大数据在科学研究领域得到了高度重视。2012年3月美国政府发布了《大数据研究和发展倡议（Big data research and development initiative）》，大数据引起了很多国家和全社会的重视。

大数据时代，人们的关注点是数据。数据作为一种重要的战略资源，其价值被不断挖掘和创造，数据正在成为一种新的资产——数据资产。